# Коста Страдивари (Пјаченца)
Коста Страдивари је насеље у Италији у округу Пјаченца, региону Емилија-Ромања.
Према процени из 2011. у насељу је живело 11 становника. Насеље се налази на надморској висини од 279 м.